# Amerikaanse Maagdeneilanden op de Olympische Winterspelen 2002
Tijdens de Olympische Winterspelen van 2002, die in Salt Lake City (Verenigde Staten) werden gehouden, namen de Amerikaanse Maagdeneilanden voor de vijfde keer deel.

## Deelnemers en resultaten
(m) = mannen, (v) = vrouwen 

### Bobsleeën
| Olympiër                                                              | Discipline                                  | Resultaat | Prestatie                                                                   |
| --------------------------------------------------------------------- | ------------------------------------------- | --------- | --------------------------------------------------------------------------- |
| Zachary Zoller (3) Quinn Wheeler                                      | 2-mansbob (m) Amerikaanse Maagdeneilanden I | 36e       | run 1: 49,81 run 2: 49,76 run 3: 49,86 run 4: 50,01 totaal: 3.19,44 (+9,33) |
| Keith Sudziarski (3) Paul Zar (3) Christian Brown (2) Michael Savitch | 4-mansbob (m) Amerikaanse Maagdeneilanden I | DNS-2     | run 1: 51,36 run 2: niet gestart                                            |

### Rodelen
| Olympiër           | Discipline | Resultaat | Prestatie                                                                         |
| ------------------ | ---------- | --------- | --------------------------------------------------------------------------------- |
| Anne Abernathy (5) | vrouwen    | 26e       | run 1: 44,491 run 2: 44,740 run 3: 44,619 run 4: 44,579 totaal: 2.58,429 (+5,965) |
| Dinah Browne       | vrouwen    | 28e       | run 1: 45,603 run 2: 44,585 run 3: 44,857 run 4: 44,700 totaal: 2.59,745 (+7,281) |

Amerikaanse Maagdeneilanden · Andorra · Argentinië · Armenië · Australië · Azerbeidzjan · België · Bermuda · Bosnië en Herzegovina · Brazilië · Bulgarije · Canada · Chili · China · Chinees Taipei · Costa Rica · Cyprus · Denemarken · Duitsland · Estland · Fiji · Finland · Frankrijk · Georgië · Griekenland · Groot-Brittannië · Hongarije · Hongkong · Ierland · IJsland · India · Iran · Israël · Italië · Jamaica · Japan · Joegoslavië · Kameroen · Kazachstan · Kenia · Kirgizië · Kroatië · Letland · Libanon · Liechtenstein · Litouwen · Macedonië · Mexico · Moldavië · Monaco · Mongolië · Nederland · Nepal · Nieuw-Zeeland · Noorwegen · Oekraïne · Oezbekistan · Oostenrijk · Polen · Roemenië · Rusland · San Marino · Slovenië · Slowakije · Spanje · Tadzjikistan · Thailand · Trinidad en Tobago · Tsjechië · Turkije · Venezuela · Verenigde Staten · Wit-Rusland · Zuid-Afrika · Zuid-Korea · Zweden · Zwitserland

Uitgesloten van deelname: Puerto Rico